# تشارلي غرين (لاعب كرة قدم أمريكية)
تشارلي غرين (بالإنجليزية: Charlie Green)‏ هو لاعب كرة قدم أمريكية أمريكي، ولد في 14 مارس 1943 في دايتون في الولايات المتحدة.

## وصلات خارجية
- تشارلي غرين على موقع مرجع كرة القدم المحترفة.كوم (الإنجليزية)